# Tarkasnawa

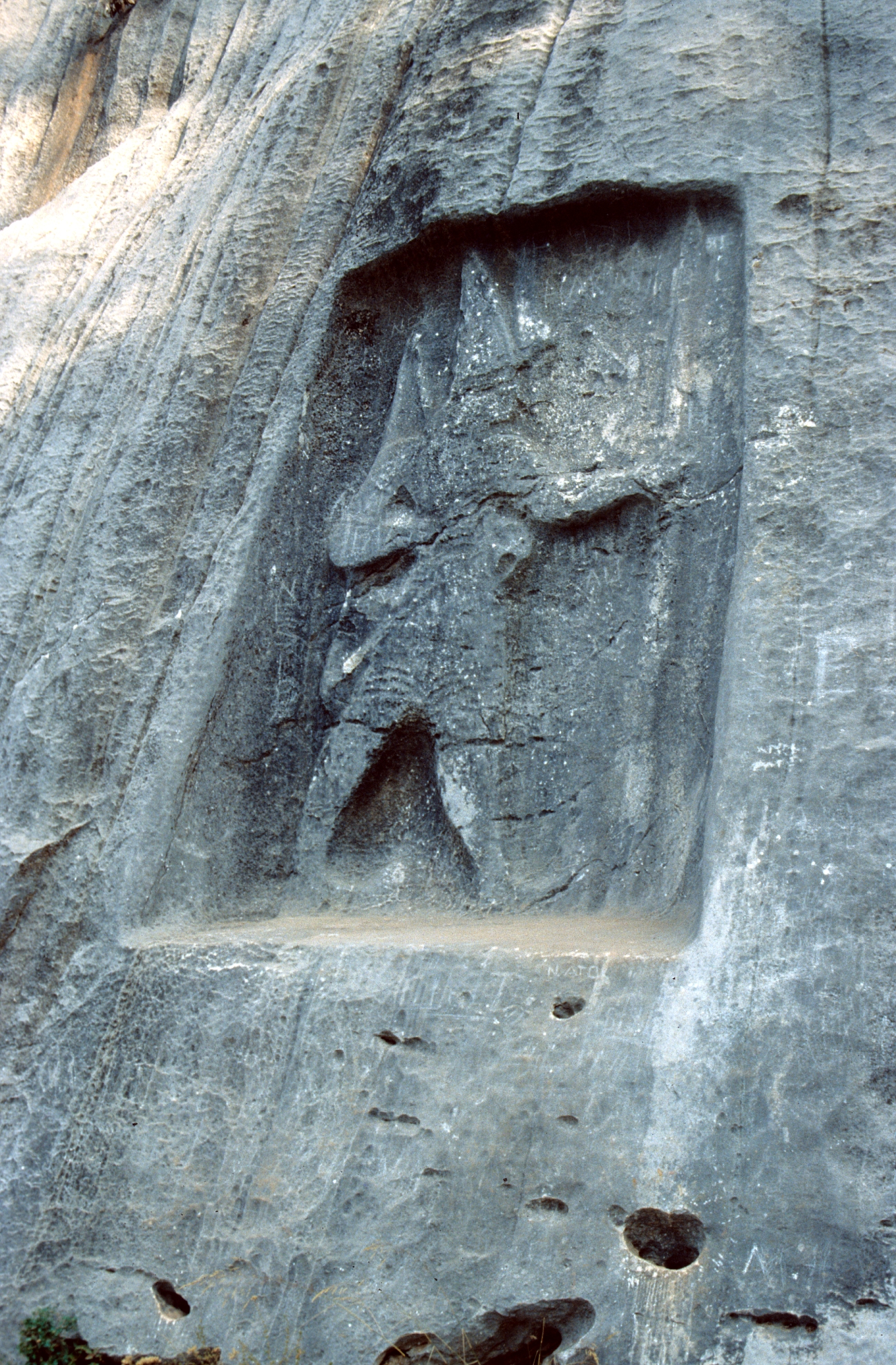
Tarkasnawa auf dem Relief von Karabel

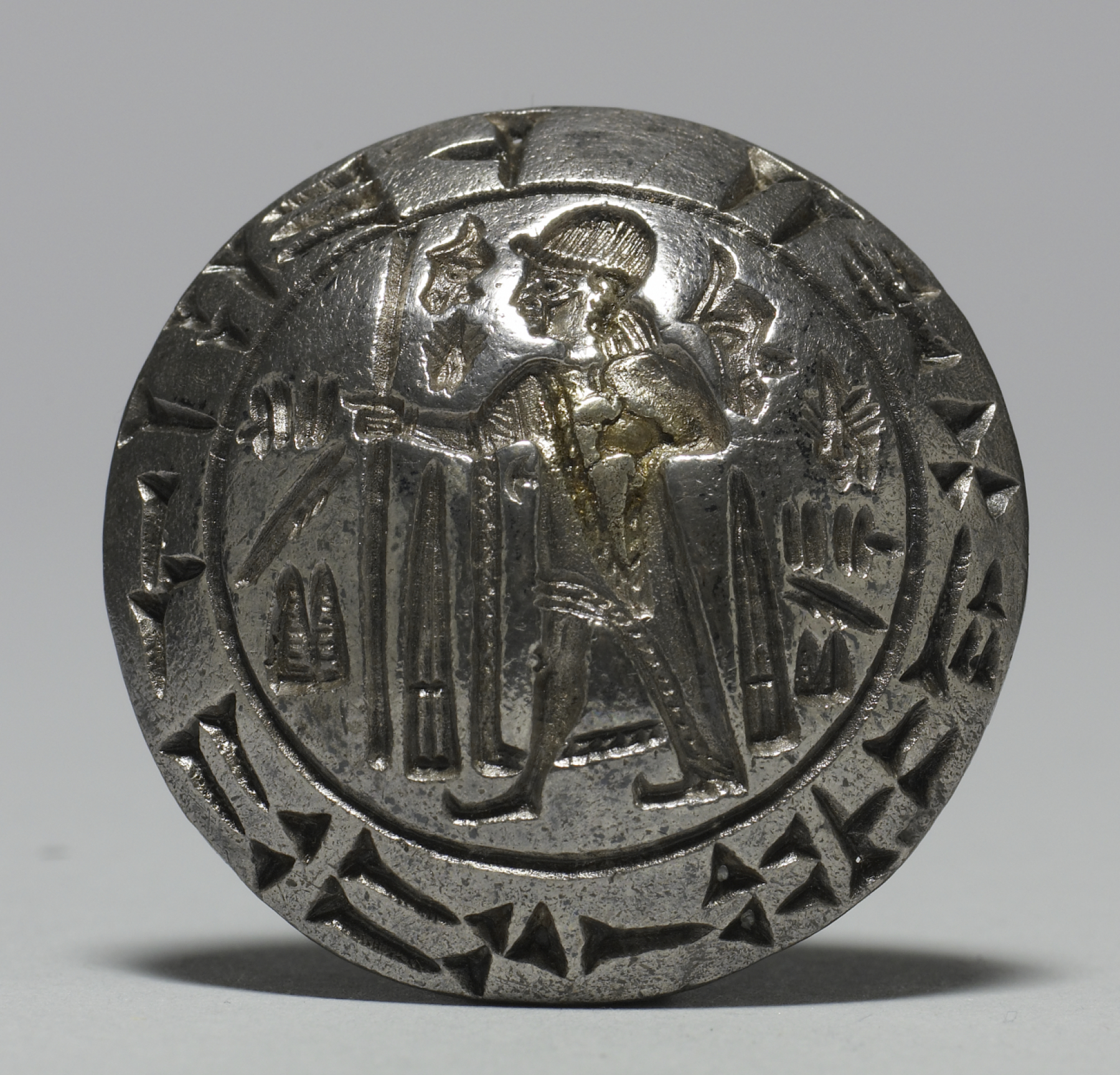
Silbernes Siegel Tarkasnawas, auch als „Tarkondemos-Siegel“ bekannt

Tarkasnawa (luw. „Esel“) – auch bekannt unter der früheren falschen Lesung Tarkondemos – war ein König des hethitischen Vasallenstaats Mira im Westen der heutigen Türkei. Er kam vermutlich im Laufe der Regierungszeit des Großkönigs Tudḫaliya IV. (ca. 1236–1215/09 v. Chr.) an die Macht.
Tarkasnawa ist abgebildet auf dem Felsrelief von Karabel. Sein Name wurde 1998 von John David Hawkins gelesen, der die dortige Inschrift entzifferte. Demnach war er wahrscheinlich der Sohn Alantallis (die Lesung ist nicht ganz sicher, da nur die letzte Silbe „LI“ eindeutig ist) ebenfalls König von Mira. Vom Namen des Großvaters Tarkašnawas, der ebenfalls auf dem Relief erwähnt wird, haben sich keine identifizierbaren Spuren erhalten. Vermutlich handelt es sich bei diesem um Kupanta-dKAL (Kupantakurunta), jedenfalls wenn die Lesung Alatalli korrekt ist.
Es wird von der derzeit vorherrschenden Forschungsmeinung für am wahrscheinlichsten gehalten, dass Tarkasnawa der Adressat des sogenannten Milawata-Briefs (CTH 182; KUB 19.55 + KUB 48.90) war, der sehr wahrscheinlich von Tudḫaliya IV. verfasst wurde und an einen westanatolischen Herrscher gerichtet war. Aus dem Brief geht hervor, dass seinerzeit der Herrscher von Wiluša nicht nur kulawaniš-Vasall des hethitischen Großkönigs, sondern auch des Empfängers war, wobei die Bedeutung von „kulawaniš“, das in keinem anderen hethitischen Text vorkommt, unsicher ist'. Falls der Brief an Tarkasnawa gerichtet war, ergäbe sich daraus, dass dieser eine herausragende Stellung unter den Vasallen Westanatoliens erlangt hatte, er zum Hauptansprechpartner des Großkönigs aufgestiegen war und ihm womöglich auch die anderen Herrscher der Arzawa-Nachfolgestaaten, z. B. der König von Šeḫa, untergeordnet waren. Zudem ergäbe sich dann aus dem Text, dass die Grenzen Milawatas/Millawandas nach dessen Eroberung in gemeinsamen Einvernehmen neu gezogen, das Gebiet eventuell zwischen Tudḫaliya IV. und Tarkasnawa von Mira aufgeteilt wurde oder, wie Bryce vermutet, Tarkasnawa womöglich auch die Vorherrschaft über Milawata erlangte. Auch wäre Tarkasnawa dann vom hethitischen Großkönig als Herrscher von Mira eingesetzt worden, nachdem sein Vorgänger und Vater – wahrscheinlich Alantalli, s. o. – gegen das Hethiterreich rebelliert, u. a. die Städte Atrija und Utima angegriffen und Geiseln genommen hatte, bis er letztlich von Tudḫaliya abgesetzt worden war. Die These, dass Tarkasnawa Empfänger des Briefs war, ist in der Forschung allerdings weiterhin strittig.
Der Name Tarkasnawas taucht auch auf einem Silbersiegel, genannt Tarkondemos-Siegel, und Abdrücken von anderen Siegeln auf, die in Ḫattuša, der Hauptstadt des hethitischen Großreichs, gefunden wurden. Dort wurde sein Name zunächst fälschlich als Tarkondemos gelesen.